# Klaus Lange
Klaus Lange, nemški rokometaš, * 14. september 1939.
Leta 1972 je na poletnih olimpijskih igrah v Münchnu v sestavi zahodnonemške rokometne reprezentance osvojil šesto mesto.